# …And You Will Know Us by the Trail of Dead (álbum)
…And You Will Know Us by the Trail of Dead es el primer álbum de estudio de la banda de Austin …And You Will Know Us by the Trail of Dead. Fue lanzado el 20 de enero de 1998 por la discográfica Trance Syndicate. Tiene una influencia punk mucho más notable que sus posteriores discos.

## Listado de canciones
1. «Richter Scale Madness» – 3:44
2. «Novena Without Faith» – 8:24
3. «Fake Fake Eyes» – 2:42
4. «Half of What» – 3:06
5. «Gargoyle Waiting» – 6:50
6. «Prince With a Thousand Enemies» – 3:58
7. «Ounce of Prevention» – 3:17
8. «When We Begin to Steal…» – 7:46